# Rhusopus aliwalensis
Rhusopus aliwalensis är en insektsart som beskrevs av Webb 1976. Rhusopus aliwalensis ingår i släktet Rhusopus och familjen dvärgstritar. Inga underarter finns listade i Catalogue of Life.